# Italija na Svetovnem prvenstvu v hokeju na ledu 2009
Italija na Svetovnem prvenstvu v hokeju na ledu 2009 D1, ki je potekalo med 11. in 17. aprilom 2009 v poljskem mestu Torunu. V elitno skupino svetovnega hokeja je vodilo prvo mesto na turnirju. 

## Postava
- Selektor: Rick Cornacchia (pomočnika: Fabio Polloni in Raffaele Tendi)
- Vratarji: Gunther Hell, Adam Russo, Thomas Tragust
- Branilci: Christian Borgatello, Steven Gallace, Armin Helfer, Armin Hofer, Trevor Johnson, Andreas Lutz, Stefano Marchetti, Andre Signoretti, Michele Strazzabosco, Carter Trevisani
- Napadalci: Luca Ansoldi, Anton Bernard, Giorgio de Bettin, Manuel de Toni, Luca Felicetti, Nicola Fontanive, Patrick Iannone, Marco Insam, Diego Iori, Stefano Margoni, John Parco, Thomas Pichler, Jonathan Pittis, Roland Ramoser, Michael Souza, Stefan Zisser

## Tekme
| 11. april 2009 | Romunija | 0 - 11 | Italija | Torun Arena, Torun |

| Poročilo tekme | Poročilo tekme | Poročilo tekme         | Poročilo tekme | Poročilo tekme                         |
| -------------- | -------------- | ---------------------- | --- | -------------------------------------- |
| Začetek: 16:30 |                | ( 0 - 5, 0 - 4, 0 - 2) | Parco (Iannone, Johnson) PP1 02:05 Ansoldi (Fontanive) PP1 09:12 de Bettin (Souza) 09:48 Margoni (Iori) 11:23 Ramoser (Ansoldi) 11:56 Zisser (Johnson, Iannone) 27:44 Iannone (Ansoldi, Ramoser) PP1 30:51 Ramoser (Fontanive, Ansoldi) 37:20 Zisser (Marchetti) PP1 38:15 Parco (Iannone, Zisser) 47:44 Souza (Felicetti, de Bettin) 49:59 | Gledalci: 400 Sodnik: Morgan Johansson |

| 13. april 2009 | Italija | 5 - 2 | Združeno kraljestvo | Torun Arena, Torun |

| Poročilo tekme | Poročilo tekme | Poročilo tekme         | Poročilo tekme                                 | Poročilo tekme                    |
| -------------- | --- | ---------------------- | ---------------------------------------------- | --------------------------------- |
| Začetek: 13:00 | Johnson (Souza) 09:37 Marchetti 10:52 Iori (Zisser, de Toni) 19:33 Margoni (Pichler, Johnson) SH1 29:58 Iannone (Zisser) 34:12 | ( 3 - 0, 2 - 1, 0 - 1) | Shields (Cowley) 38:55 Dowd (Clarke) PP2 46:00 | Gledalci: 710 Sodnik: Scott Bokal |

| 14. april 2009 | Italija | 4 - 0 | Nizozemska | Torun Arena, Torun |

| Poročilo tekme | Poročilo tekme | Poročilo tekme         | Poročilo tekme | Poročilo tekme                      |
| -------------- | --- | ---------------------- | -------------- | ----------------------------------- |
| Začetek: 13:00 | Johnson (de Toni) 01:53 Johnson (Iori, de Toni) 08:39 Fontanive (Ramoser, Borgatello) 11:33 de Toni (Margoni, Johnson) 44:27 | ( 3 - 0, 0 - 0, 1 - 0) |                | Gledalci: 400 Sodnik: Eduards Odins |

| 16. april 2009 | Poljska | 2 - 4 | Italija | Torun Arena, Torun |

| Poročilo tekme | Poročilo tekme                                                     | Poročilo tekme         | Poročilo tekme | Poročilo tekme                          |
| -------------- | ------------------------------------------------------------------ | ---------------------- | --- | --------------------------------------- |
| Začetek: 20:00 | Lopuski (Laszkiewicz, Borzecki) PP1 08:23 Kolusz (Piekarski) 57:53 | ( 1 - 0, 0 - 2, 1 - 2) | Borgatello (Strazzabosco, Ansoldi) PP1 23:04 Ramoser (Johnson, Gallace) 37:31 Ramoser (Fontanive, Ansoldi) PP1 55:10 Fontanive (Ramoser, Borgatello) 57:19 | Gledalci: 3250 Sodnik: Morgan Johansson |

| 17. april 2009 | Italija | 2 - 0 | Ukrajina | Torun Arena, Torun |

| Poročilo tekme | Poročilo tekme                                                | Poročilo tekme         | Poročilo tekme | Poročilo tekme                         |
| -------------- | ------------------------------------------------------------- | ---------------------- | -------------- | -------------------------------------- |
| Začetek: 16:30 | Ramoser (Strazzabosco) PP1 34:01 Fontanive (Helfer) ENG 58:36 | ( 0 - 0, 1 - 0, 1 - 0) |                | Gledalci: 1120 Sodnik: Martin Reichert |

## Seznam reprezentantov s statistiko

### Vratarji
| #  | Igralec        | OT | OMIN | PG | PGT | KM | PPPG | PSHG |
| 1  | Thomas Tragust | 5  | 240  | 2  | 0,5 | 0  | 1    | 0    |
| 30 | Adam Russo     | 5  | 60   | 2  | 2   | 2  | 1    | 0    |
| -- | -------------- | -- | ---- | -- | --- | -- | ---- | ---- |

### Drsalci
| #  | Igralec              | OT | DG | DA | TOČ | DGT | DAT  | DPPG | DPPGT | DSHG | DSHGT | KM |
| 2  | Stefan Zisser        | 5  | 2  | 3  | 5   | 0,4 | 0,6  | 1    | 0,2   | 0    | 0     | 27 |
| 4  | Christian Borgatello | 5  | 1  | 2  | 3   | 0,2 | 0,4  | 1    | 0,2   | 0    | 0     | 10 |
| 5  | Diego Iori           | 5  | 1  | 2  | 3   | 0,2 | 0,4  | 0    | 0     | 0    | 0     | 12 |
| 6  | Michele Strazzabosco | 5  | 0  | 2  | 2   | 0   | 0,4  | 0    | 0     | 0    | 0     | 2  |
| 7  | Stefano Marchetti    | 5  | 1  | 1  | 2   | 0,2 | 0,2  | 0    | 0     | 0    | 0     | 2  |
| 8  | John Parco           | 5  | 2  | 0  | 2   | 0,4 | 0    | 1    | 0,2   | 0    | 0     | 2  |
| 9  | Giorgio de Bettin    | 5  | 1  | 1  | 2   | 0,2 | 0,2  | 0    | 0     | 0    | 0     | 0  |
| 11 | Roland Ramoser       | 5  | 5  | 3  | 8   | 1   | 0,6  | 2    | 0,4   | 0    | 0     | 6  |
| 14 | Armin Hofer          | 5  | 0  | 0  | 0   | 0   | 0    | 0    | 0     | 0    | 0     | 0  |
| 15 | Luca Felicetti       | 5  | 0  | 1  | 1   | 0   | 0,2  | 0    | 0     | 0    | 0     | 4  |
| 16 | Trevor Johnson       | 5  | 3  | 5  | 8   | 0,6 | 1    | 0    | 0     | 0    | 0     | 2  |
| 17 | Luca Ansoldi         | 5  | 1  | 5  | 6   | 0,2 | 1    | 1    | 0,2   | 0    | 0     | 6  |
| 18 | Steven Gallace       | 5  | 0  | 1  | 1   | 0   | 0,2  | 0    | 0     | 0    | 0     | 4  |
| 21 | Thomas Pichler       | 5  | 0  | 1  | 1   | 0   | 0,2  | 0    | 0     | 0    | 0     | 4  |
| 22 | Stefano Margoni      | 5  | 2  | 1  | 3   | 0,4 | 0,2  | 0    | 1     | 0,2  | 0     |    |
| 23 | Patrick Iannone      | 4  | 2  | 3  | 5   | 0,5 | 0,75 | 1    | 0,25  | 0    | 0     | 0  |
| 24 | Nicola Fontanive     | 5  | 3  | 3  | 6   | 0,6 | 0,6  | 0    | 0     | 1    | 0,2   | 12 |
| 26 | Armin Helfer         | 5  | 0  | 1  | 1   | 0   | 0,2  | 0    | 0     | 0    | 0     | 0  |
| 27 | Michael Souza        | 5  | 1  | 2  | 3   | 0,2 | 0,4  | 0    | 0     | 0    | 0     | 4  |
| 28 | Manuel de Toni       | 5  | 1  | 3  | 4   | 0,2 | 0,6  | 0    | 0     | 0    | 0     | 16 |
| -- | -------------------- | -- | -- | -- | --- | --- | ---- | ---- | ----- | ---- | ----- | -- |